# うさぎとかめ (1935年の映画)
『うさぎとかめ』（原題：The Tortoise and the Hare）とは、同名のイソップ童話に基づいたウォルト・ディズニー・プロダクション（現：ウォルト・ディズニー・カンパニー）によるアニメーション短編映画作品で、シリー・シンフォニーシリーズの一作品である。第7回アカデミー賞短編アニメ賞を受賞した。
続編に『うさぎとかめと花火合戦』がある。

## あらすじ
足の速さが何よりも自慢なウサギと、のろまな亀が徒競走で競い合うことになった。自信満々なウサギはマイペースでのんきな亀を見下しており、正々堂々の健闘の証として握手を申し出た亀をからかってバカにした。
競争開始と同時にウサギはロケットスタートで駆け出し、亀は瞬く間に置いて行かれてしまう。
亀と大差をつけたことで勝利を確信して疑わないウサギは、応援にやってきたウサギの女の子たちの前で足を止め、様々なパフォーマンスを見せびらかしながら自分の素早さと足の速さを自慢した。しかし、ゴール地点から歓声が聞こえてきて、そちらの方を見ると亀がもうすぐでゴールしそうなことに気づいてしまい、大慌てでレースを再開して猛スピードで追い上げていった。
ゴール付近で追いつかれそうなことに気付いた亀は自分の甲羅を両手で持ちあげ、足を長く伸ばして懸命に走り続ける。そしてゴールテープにあと少しで到達する寸前の亀にウサギが追いつきかけた瞬間、亀は首をニュッと伸ばしてテープを切り、僅差でウサギを出し抜いて見事な勝利を収める。
予想外の顛末に地面に転けたまま唖然とするウサギの目に映ったのは、観客の大歓声を浴びながら胴上げされる亀の姿であった。

## キャスト
| 役名               | 俳優                   | 日本語吹き替え | 日本語吹き替え |
| 役名               | 俳優                   | ソフト版       | テレビ版       |
| ------------------ | ---------------------- | -------------- | -------------- |
| マックス（うさぎ） | ネッド・ノートン       | 関時男         | 井上真樹夫     |
| トビー（かめ）     | エディ・ホールデン     |                | 滝口順平       |
| スターター         | ピント・コルヴィッグ   | 関時男         |                |
| うさぎの女の子たち | マーセリット・ガーナー | 土井美加       |                |

※テレビ版放送日：1983年11月29日 テレビ東京『5夜連続シリーズ スーパーTV』、1988年7月16日 NHK総合『ディズニー 名作アニメーション』他

## スタッフ
- 製作：ウォルト・ディズニー
- 監督：ウィルフレッド・ジャクソン[2]
- 作画：ケネス・ミューズ、レイ・エイブラムス他

## 日本での公開

### 収録
- 『Disneyとっておきの物語 うさぎとかめ』（DVD、ブエナ・ビスタ・ホーム・エンターテイメント）
- 『シリー・シンフォニー 限定保存版』（DVD、ブエナ・ビスタ・ホーム・エンターテイメント）

※この他、現在はパブリックドメインとなっているため、各社からパブリックドメインDVDが発売されている。